# 陸前港車站
陸前港車站（日语：／ Rikuzen-minato eki */?）是一位於日本宮城縣本吉郡南三陸町、東日本旅客鐵道氣仙沼線沿線的BRT車站。車站屬JR東日本仙台支社管轄範圍，並由石卷車站代為管理。

## 車站構造
地震前盛土上側式月台1面1線的地面車站，是石卷站管理的無人站。

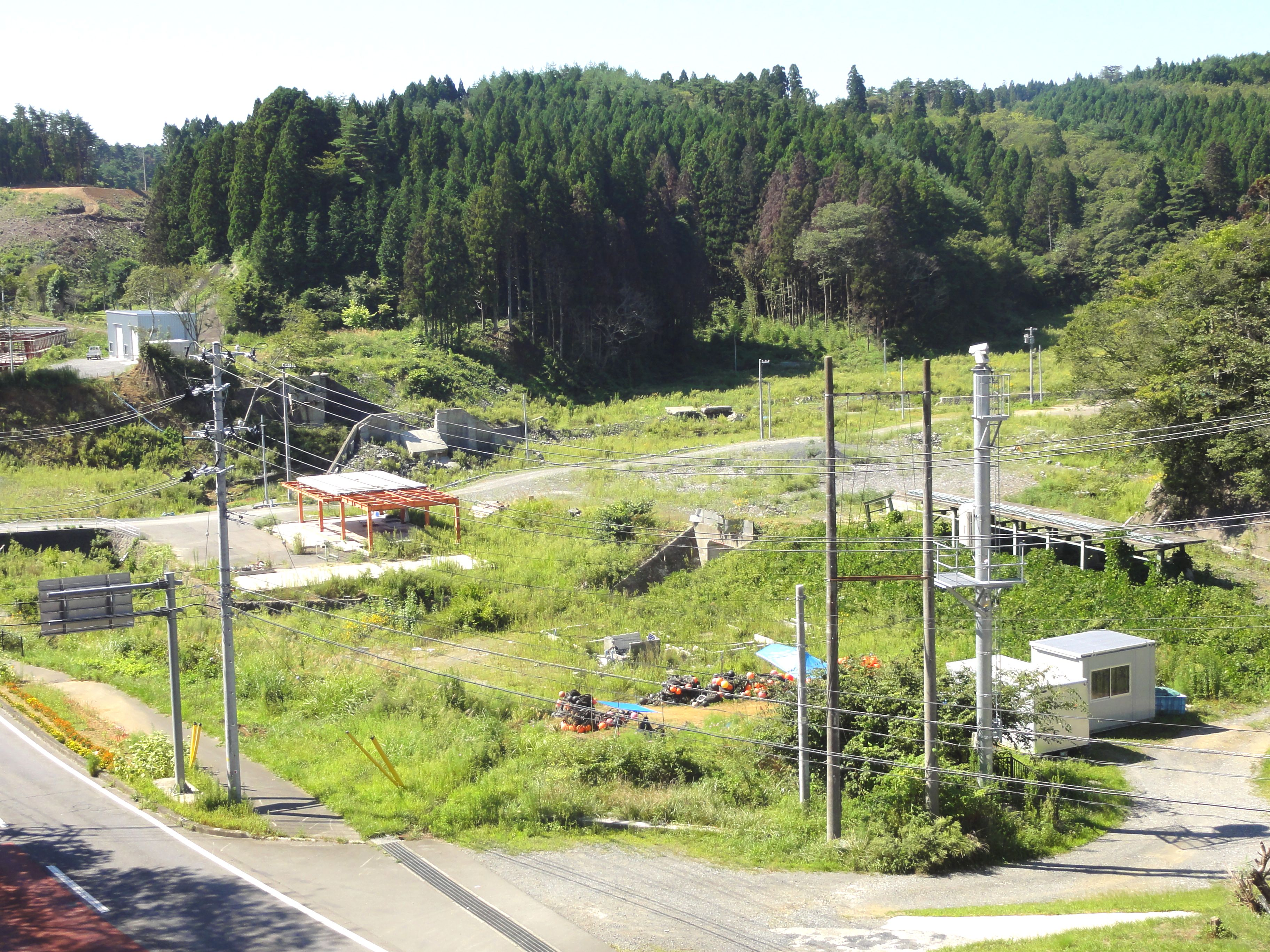
地震後的遗址（2012年9月）
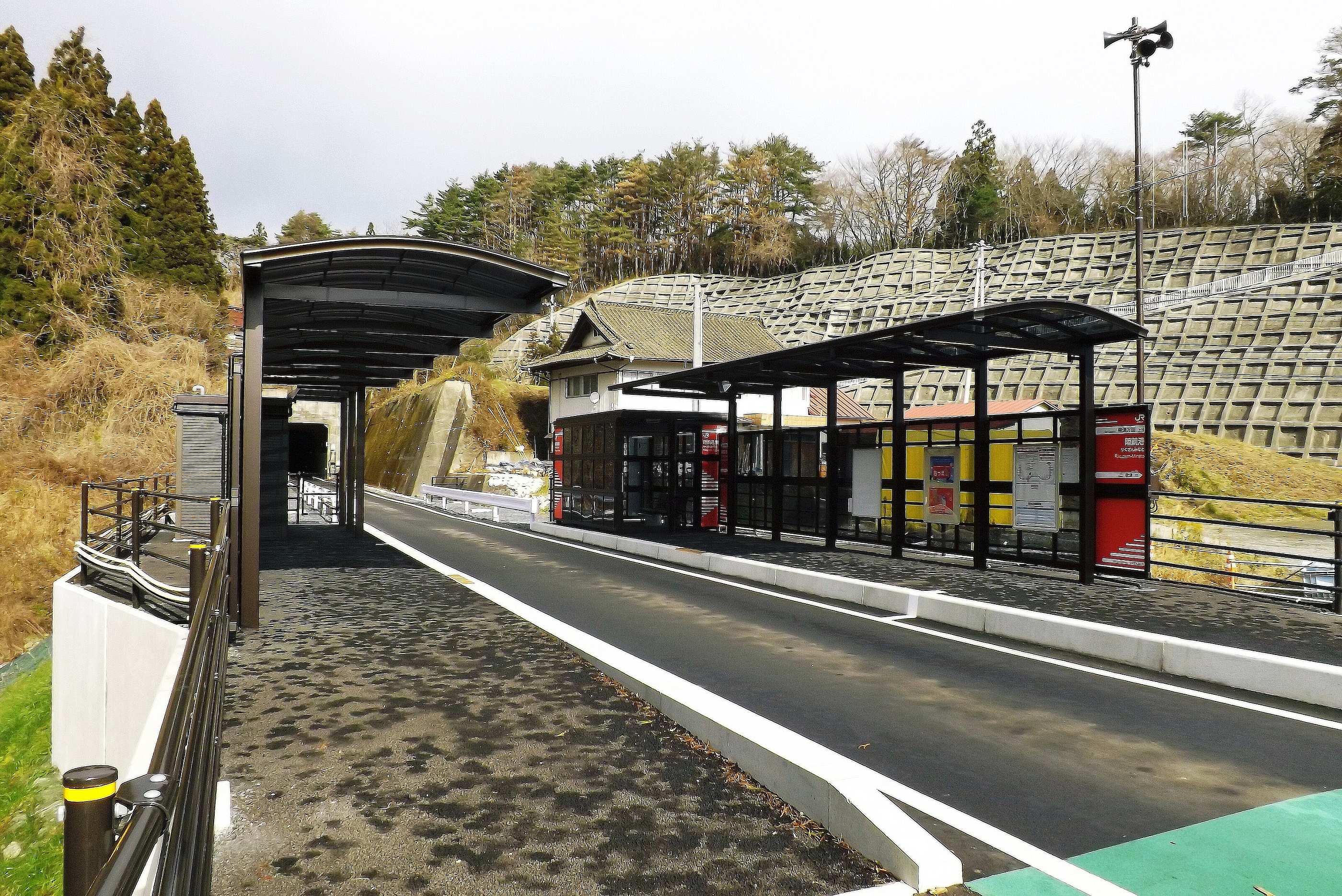
专用道设置後的车站（2013年12月）

## 車站週邊
- 歌津港簡易郵局
- 縣道225號泊崎半島線
- 國道45號

## 歷史
- 1977年（昭和52年）12月11日 - 車站啟用。
- 1987年（昭和62年）4月1日 - 日本國鐵分割民營化，車站管轄劃歸由東日本旅客鐵道繼承。
- 2011年（平成23年）3月11日 - 東北地方太平洋近海發生嚴重地震，地震引發的海嘯沖毀靠近海岸的許多鐵路設施，陸前港也是23個被沖毀的鐵路車站之一[1]。
- 2012年（平成24年）8月20日：JR東日本改以BRT方式恢复本站-气仙沼站运营[2]。
- 2019年（令和元年）11月1日：巴士专用道延伸，站台移至专用道旁[3]。
- 2020年（令和2年）4月1日：随着柳津-气仙沼段铁路线废线[4][5]，不再作为铁路站。

## 相鄰車站
東日本旅客鐵道
■氣仙沼線（BRT路段）
歌津－陸前港－藏內

## 外部連結
- （日語）陸前港車站（JR東日本） （页面存档备份，存于）